# يونس السبعاوي
محمد يونس السبعاوي هو صحفي سياسي عراقي شغل مناصب وزارية خلال العهد الملكي في العراق.
ولد في الموصل عام 1910، وأعدم في 5 أيار 1942.
سمي باسمه حي يونس السبعاوي في الموصل.

## سيرته
أسس مع طلاب الثانويات «جمعية النهضة المدرسية» في الموصل، وترأسها مع علي حيدر سليمان.
تخرج من كلية الحقوق في دمشق.
كان محررا صحفيا في جريدة الاستقلال وجريدة الإخاء الوطني، كما إنه أصدر سنة 1938 جريدة سماها جريدة المستقبل ثم أبعد عن بغداد.

## نشاطه السياسي
انتسبت إلى جماعة الأهالي بزعامة جعفر أبو التمن لكنه تركها لاحقا كما تركها خليل إسماعيل كنة ومحمد صديق شنشل وفائق السامرائي بمعنى تركها ذوو الإتجاه العروبي القومي، لكنهم حوكموا وأصدرت بحقهم أحكام مختلفة. علما أنه كان مقربا جدا من نوري السعيد.
ترجم العديد من الكتب العسكرية عن حروب مضت استفاد منها الضباط العراقيون فتقرب منهم ونال رضاهم.
حاول نوري السعيد إبعاده عن المسرح السياسي لكنه لم يوفق حتى قال فيه «إن السبعاوي سيقلب العراق رأسا على عقب يوما ما».
زج يونس السبعاوي نفسه في الفترة 1936-1939 بتهريب السلاح إلى المقاتلين في فلسطين وساعده في ذلك زميله قاسم حسن الذي أصبح سفيرا للعراق في براغ في عهد عبد الكريم قاسم، علما أنه كان معاد لليهود.
انتخب نائبا عن الموصل في حزيران 1939، ثم شغل منصب وزير العدلية في الوزارة الكيلانية الثالثة بعد استقالة ناجي شوكت في كانون الثاني 1941، ثم شغل منصب وزير الاقتصاد في الوزارة الكيلانية الرابعة.
كان ضمن قادة ثورة رشيد عالي الكيلاني إلى جانب العقداء الأربعة بزعامة صلاح الدين الصباغ وكل من فهمي سعيد وكامل شبيب ومحمود سلمان. هرب مع قادة الحركة بعد فشلها إلى إيران، واعتقل هناك.
نفذ به حكم الإعدام في الساعة الثانية بعد منتصف ليلة اليوم الخامس من شهر أيار 1942.

## كتب عنه
- أصدر خيري العمري سنة 1978 كتابه «يونس السبعاوي سيرة سياسي عصامي»، وفيه عرض لحياة محمد يونس السبعاوي.[10]
- وكذلك كتاب «الشهيد محمد يونس السبعاوي؛ أحد قادة حركة مايس 1941 في العراق (حياته، محاكمته، إعدامه)» للمؤلف نفسه.[11]
- محمد يونس السبعاوي ودوره في الحياة السياسية في العراق، للدكتور ذاكر محيي الدين عبد الله العراقي

## روابط خارجية
- يونس السبعاوي، من موقع عراقيبيديا